# Montdardièr
Montdardièr (en francès Montdardier) és un municipi francès situat al departament del Gard i a la regió d'Occitània.